# 吉爾伯茨 (加利福尼亞州)
吉爾伯茨（英語：Gilberts）是位於美國加利福尼亞州埃爾多拉多縣的一個非建制地區。該地的面積和人口皆未知。

## 地理
吉爾伯茨的座標為38°38′13″N 120°29′34″W / 38.63694°N 120.49278°W，而該地的平均海拔高度為1295米（即4249英尺）。